# Adam Horovitz
Adam Horovitz, noto anche con lo pseudonimo di Ad-Rock (New York, 31 ottobre 1966), è un rapper e attore statunitense, uno dei tre componenti fissi del gruppo hip hop statunitense dei Beastie Boys, insieme con Mike D (Mike Diamond) e MCA (Adam Nathaniel Yauch).

## Biografia
Adam Horovitz entrò nei Beastie Boys nel 1983, dopo un'esperienza con la band dei The Young and the Useless, che si sciolse poco dopo la sua partenza. La sua prima esperienza con i Beasties risale al 1984 (Rock Hard), mentre nel 1985 il giovane trio fu ingaggiato per fare da supporto a Madonna durante il suo tour intitolato "Virgin Tour". Chitarrista eccellente, è molto noto per i suoi trascorsi con la giustizia. Come gli altri membri del gruppo, è considerato uno skater provetto. È figlio di Israel Horovitz, scrittore e commediografo, ricordato soprattutto per avere sceneggiato il film Papà, sei una frana (Author! Author!), del 1982, interpretato da Al Pacino, basato sulla vita della famiglia Horovitz.
Nel 1997 diede il via, assieme a Amery "AWOL" Smith a un progetto intitolato BS2000, incentrato sull'uscita di varie basi musicali con uso di batterie, tastiere e le loro voci. Nel 2006 ha collaborato con Beck in occasione dell'uscita di un album di remix, Guerolito. Adrock ha prestato la sua voce nel remix di Black Tambourine, intitolato per l'occasione Shake shake tambourine, e recensita come migliore tra le canzoni dell'ultimo lavoro di Beck. A causa della morte di MCA, avvenuta il 4 maggio 2012, nel giugno del 2014 Mike D e Ad-Rock hanno confermato che non avrebbero più continuato a fare musica sotto il nome di Beastie Boys per rispetto verso l'amico e collega; il gruppo quindi si è definitivamente sciolto nello stesso anno.
Oggi risiede a New York, come gli altri membri della band, e dal 2006 è sposato con Kathleen Hanna. Horovitz ha anche recitato in alcuni film cinematografici e televisivi. Alcuni suoi ruoli includono Tim 'Chino' Doolan in Lost Angels (1989), Sam in Roadside Prophets (1992), Repulski in Godspeed (2007), e Fletcher in Giovani si diventa (2014).